# Falefatu
Falefatu ist eine kleine Riffinsel im Riffsaum des Atolls Funafuti, Tuvalu.

## Geographie
Die Insel liegt an einer Stelle des Atolls, an der der Riffsaums unterbrochen ist. Während der Riffsaum nach Süden seicht unter der Oberfläche ansteht und sich die Insel Mateiko anschließt, bietet nach Norden der Puapua Deep Pass bei den Funamanu Shoals Zufahrtmöglichkeiten mit Booten zur Lagune. Im Nordosten schließt sich die Insel Funamanu an.